# ローレル (化粧品ブランド)
ローレル (LAUREL) は、北海道砂川市に本社を置く化粧品メーカー「株式会社ローレル」が2009年に立ち上げた自社ブランド名。
2015年に「shiro」に変更、2019年には大文字の「SHIRO」に変更された。それに伴い社名も「株式会社シロ」となった。

## 特徴
ローレル (LAUREL) ブランドの化粧品は、肌にいい自然素材を最大限に濃く配合したシンプルコスメシリーズ。ローレル（LAUREL）を自社ブランドとして展開する「株式会社ローレル」は、商品の企画、開発、製造、販売のすべてを社内で行っており、商品全体を通してのコンセプトを「自然の素材をシンプルに」としている。2009年札幌ステラブレイスに1号店オープン。2014年10月に表参道本店がオープン。2016年10月にはロンドンKing’s Road店オープン。2020年7月現在、全国で（常設店のみで）31店舗展開している。

## 製品
ローレル (LAUREL) ブランドの商品には、北海道栗山町・小林酒造の純米酒かすや、函館産がごめ昆布を配合した化粧水や美容液などがある。

## 直営店
北海道(2)
砂川本店、札幌ステラプレイス店
関東(16)
表参道本店、自由が丘店、 SHIRO+ NEWoMan新宿店、ルミネエスト新宿店、伊勢丹新宿店、丸ビル店、東京ミッドタウン日比谷店、 ＋Q（プラスク）ビューティー渋谷スクランブルスクエア店、 渋谷ヒカリエ ShinQs店、ルミネ池袋店、玉川高島屋S・C店、ルミネ北千住店、ルミネ町田店、ルミネ横浜店、ルミネ大宮店、 TIAT DUTY FREE BEAUTY
東海(2)
ジェイアール名古屋タカシマヤ店、タカシマヤ ゲートタワーモール店
近畿(5)
ルクア イーレ店、なんばパークス店、大丸京都店、大丸心斎橋店、阪急うめだ店、大阪タカシマヤ店
九州(3)
福岡パルコ店、岩田屋店、博多阪急店
London(3)
King’s Road店、St. Christopher‘s Place店、Monmouth Street店